# Hiphop in Duketown
Hiphop in Duketown is een hiphopfestival dat jaarlijks gehouden werd in de open lucht op de Parade in de binnenstad van 's-Hertogenbosch. Het festival werd voor het eerst gehouden op 30 juni 2007. De naam van het festival verwees naar Jazz in Duketown, een groot jazzfestival in 's-Hertogenbosch. In 2011 vond de laatste editie plaats.
Omdat hiphop naast een muziekstijl ook een levensstijl omvat, waren andere facetten van hiphop ook op het festival vertegenwoordigd, zoals diskjockey-demonstraties, Master of Ceremony-optredens, breakdance-demonstraties, graffitikunstenaars en beatbox-optredens.

## Artiesten
Op het hoofdpodium dat tegen de Sint-Janskathedraal aanstaat stonden bij de eerste editie onder andere op het podium:
- Jiggy Djé,
- Kleine Jay & Cartes (winnaar Grote Prijs van Nederland)
- Jeru the Damaja
- The Opposites
- KGV

Bij de tweede editie onder andere:
- Spacekees & Turk
- De Jeugd van Tegenwoordig
- Kleine Jay & Cartes
- Extince
- The Guru, van de Amerikaanse formatie Gangstarr

Bij de derde editie onder andere:
- Fakkelbrigade
- Heltah Skeltah
- Jiggy Djé & Turk, Hef en Spacekees
- Dio
- Zwart Licht
- Cartes & Kleine Jay
- Mo & Brakko

De vierde editie werd in 2010 gehouden. Bij deze editie waren onder andere aanwezig:
- The Opposites
- Cartes & Kleine Jay
- Hef, Önder & FS Green
- Fresku
- Dret & Krulle
- New Cool Collective & Typhoon